# 安田顯
安田顯（日语：／ Yasuda Ken，1973年12月8日—），日本男演員，出生於日本北海道室蘭市，隸屬CREATIVE OFFICE CUE，AMUSE事務所中的劇場組合TEAM NACS的一員。2002年和學生時代已經交往的女性結婚，2004年誕下長女。

## 經歷
北海道室蘭市出生。1992年就讀北海學園大學經濟學部經濟學科時，加入了學校的舞台劇研究社。讀大學時與森崎博之等五人友好，組成《TEAM NACS》，成為現在的劇團單位。

## 戲劇作品

### 電視劇
- 《功名十字路》 （2006年10月－11月 NHK大河劇）飾 宇喜多秀家
- 《派遣女王》 （2007年1月－3月 NTV）飾 一之木慎也
- 《小螢的青春》（2007年7月－9月 NTV）飾 二之木昭司
  - 《小螢的青春2》（2010年7月－9月 NTV）
- 《愛迪生之母》（2008年1月－3月 TBS） 飾 佐佐木則和
- 《人生補時》 第3話（2008年2月16日 CX、第三話）飾 折場貫
- 《瞳》 （2008年3月－9月 NHK晨間劇）飾 石田勇蔵
- 《老師真偉大！》 （2008年4月12日 NTV）飾 青山秋男
- 《破浪餐廳》 （2008年11月1日 - 9日 NTV）飾 醫生
- 《歸來了嗎？33分偵探》 （2006年10月－11月 CX）飾 河野先生
- 《客服中心戀人》 （2009年7月－9月 EX）飾 宇野勉
- 《工作狂媽媽!》 （2009年9月23日 NTV）飾 鏡健人
- 《莎拉公主》 （2009年11月21日 TBS）飾 鈴村隆
- 《SPEC～警視廳公安部公安第五課 未詳事件特別對策係事件簿～》 （2010年10月－12月 TBS）飾 海野亮太
  - 《SPEC ～翔～》 （2012年4月1日 TBS）
- 《The Music Show》 （2011年1月2日 EX）飾 製作人
- 《真正的犯人~心理特搜事件簿》 第1話 （2011年1月20日 EX）飾 風間貴則
- 《白色榮光》 （2011年7月－9月 KTV）飾 島津吾郎
  - 《白色榮光》 （2014年1月－3月 KTV）
- 《勇者義彥和魔王之城》 第3話 （2011年7月22日 CX）飾 盜賊A（客串）
- 《專業主婦偵探～我是影子》 第1話 （2011年10月21日 TBS）飾 南崎洋
- 《湯咖哩》 （2012年4月13日 - 6月 TBS）主演 浦田博史
- 《美麗的天雨》 （2012年7月－9月 CX）飾 古賀豊
- 《坐著輪椅的我翱翔天空》 （2012年8月25日 NTV）飾 小宮山直哉
- 《Going My Home》 （2012年10月－12月 KTV）飾 伊藤健次
- 《實驗刑事都鳥》 第1話（2012年11月3日，NHK）飾 結城泰彦
- 《陽光照耀之地》 第4話 （2013年1月29日 NHK）飾 倉本豪介
- 《不要哭，小原》 第7話 （2013年3月2日 NTV）飾 父親
- 《我們都是超能者》 （2013年4月－6月 TX）飾 教授
- 《刑警二人組》 第2話 （2013年4月25日 EX）飾 遠藤正彦
- 《來自星星的他》 （2013年7月－9月 CX）飾 宇野光一
- 《庶務二課》（2013年7月－9月 CX）飾 星野健二
- 《死神君》 第4話（2014年5月9日 EX）飾 須藤五郎
- 《青之焰》（2014年7月－9月 TX）飾 庵野秀明
- 《重版出來！》（2014年7月－9月 TBS）飾 安井昇
- 《劫持白銀》（2014年8月2日 EX）飾 入江義之
- 《出色的選TAXI》 第1話 （2014年10月14日 CX）飾 村上秀樹
- 《問題餐廳》（2015年1月－3月 CX）飾 几海蒂
- 《不便的便利屋》第6話（2015年5月15日 TX）飾 一本松
  - 《不便的便利屋 2016 初雪》（2016年12月30日 TX）
- 《下町火箭》 （2015年10月－12月 、2018年10月－12月 TBS）飾 山崎光彥
  - 《下町火箭 新春特別篇》（2019年1月2日 TBS）
- 《追憶潸然》第1話（2016年1月18日 CX）飾 白井篤史
- 《嗅覺搜查官》第7話（2016年12月3日 NHK）飾 枦山
- 《謊言戰爭》 （2017年1月－3月 CX）飾 二科晃
- 《小巨人》 （2017年4月－6月 TBS）飾 渡部久志
- 《正義檢事》（2018年4月－6月 NTV）飾 相原勉
- 《滿願 第二夜 夜警》（2018年8月15日 NHK）主演 柳岡潔
- 《絕叫》（2019年3月－4月 WOWOW）飾 神代武
- 《夏空》（2019年4月－9月 NHK晨間劇）飾 小畑雪之助
- 《我的故事說來話長》 （2019年10月－12月 NTV）飾 秋葉光司
- 《粉碎不在場證明 （页面存档备份，存于）》(アリバイ崩し承ります （页面存档备份，存于）)（2020年2月－3月 朝日電視）飾 察時美幸
- 《東大特訓班第二季》第6話、第9話（2021年4月－6月 TBS）飾 太宰府治
- 《螺旋的迷宮～DNA科學搜查～》（2021年10月15日－11月26日 TX）飾 安堂源次
- 《逃亡醫F》（2022年1月15日－3月19日 NTV）飾 佐佐木世志郎
- 《邁向未來的倒數10秒》（2022年4月14日－6月9日 EX）飾 甲斐誠一郎
- 《初戀的惡魔》（2022年7月16日－9月24日 NTV）飾 森園真澄
- 《PICU 小兒集中治療室》（2022年10月10日－12月19日 CX）飾 植野元
  - 《PICU 小兒集中治療室 特別篇2024》（2024年 CX）
- 《18／40～兩人的夢想與愛情～》（2023年7月11日－9月12日 TBS）飾 仲川市郎
- 《SEXY田中小姐》（2023年7月11日－12月24日 NTV）飾 三好圭人
- 《沒有暖桌的家》（2023年12月6日 NTV）第8話 飾 飾磨哲央
- 《大奧》（2024年1月18日－3月28日 CX）飾 田沼意次
- 《95》（2024年4月8日－6月10日 TX）飾 45歲的広重秋久
- 《豈有此理〜蔦重繁華如夢故事〜》（2024年1月5日－ NHK大河劇）飾 平賀源內
- 《日本第一的爛男人 ※我的假家人們》（2025年1月9日－3月20日 CX）飾 真壁考次郎
- 《廢柴經紀人！-我來管理廢柴的藝人-》（2025年4月20日－6月22日 NTV）飾 犀川真一郎
- 《失蹤人搜索班 : 消失的真相》（2025年6月6日 TX）最終話 飾 円山太郎（照片出演）
- 《怪物》（2025年7月6日－ WOWOW）飾 富樫浩之[3][4]
- 《奪愛之真夏》（2025年7月－ EX）飾 空知時夢

### 電影
- 《卡美拉2 雷吉翁襲來》（1996年、導演：金子修介）飾 自衛隊隊員
- 《man-hole》（2001年、監督：鈴井貴之）主演 小林正義
- 《river》（2003年、導演：鈴井貴之）飾 藤沢聡
- 《銀天使（日语：銀のエンゼル）》（2004年、導演：鈴井貴之）飾 高中老師
- 《咯咯咯鬼太郎》（2007年4月28日、導演：本木克英）飾 天狗警察（配音）
- 《星降大洗城（日语：大洗にも星はふるなり）》（2009年11月7日，導演：福田雄一）飾 関口正義
- 《小螢的青春》（2012年6月9日，導演：吉野洋）飾 二之木昭司
- 瘋狂假面系列（2013年、2016年，導演：福田雄一）
  - 《瘋狂假面》（2013年4月13日）飾 戸渡
  - 《瘋狂假面2: 變態危機》（2016年5月14日）飾 變態仙人
- 《SPEC～結～》（2013年11月1日，導演：吉野洋）飾 海野亮太
- 《黑執事》（2014年1月18日，導演：大谷健太郎）飾 鴇澤一三
- 《女子戰隊》（2014年6月7日，導演：福田雄一）飾 皆川
- 《小川町小夜曲》（2012年6月9日，導演：原桂之介）飾 天使
- 《墊底辣妹》（2015年5月1日，導演：土井裕泰）飾 西村隆
- 《我们都是超能力者》（2015年9月4日，導演：園子温）飾 淺見隆廣
- 《男演員 龜岡拓次》（2016年1月30日，導演：戌井昭人）主演 龜岡拓次[5]
- 《今天的吉良同學》（2017年2月15日，導演：川村泰祐）飾 岡村隆弘
- 《銀魂》（2017年7月14日，導演：福田雄一）飾 村田鐵矢
- 《不能犯》（2018年2月1日，導演：白石晃士）飾 河津村宏
- 《亲爱的艾琳》（2018年9月14日，導演：吉田恵輔）主演 宍戸岩男
- 《每天回家老婆都在裝死》（2018年6月8日，導演：李闘士男）主演 加賀美淳
- 《殺手寓言》（2019年，導演：江口カン）飾 海老原
- 《每天上班總是累得要死》（2021年12月21日，導演：李闘士男）飾 伊澤春男
- 《來自雪國的遺書》（2022年12月9日，導演：瀨瀨敬久）飾 原幸彦

### 配音

#### 電影、動畫
- 《神隱少女》（2001年 監督：宮崎駿）配音角色 御白樣
- 《貓的報恩》（2002年、監督：森田宏幸）
- 《霍爾的移動城堡》（2004年 監督：宮崎駿）配音角色 士兵
- 《回憶中的瑪妮》（2014年、監督：米林宏昌）配音角色 十一
- 《蠟筆小新：爆睡！夢世界大作戰》（2016年、監督：高橋涉）配音角色 貫庭玉夢彥

#### 遊戲配音
- 雷頓教授與惡魔之箱（2007年）配音角色 薩姆
- 人中之龍7 光與闇的去向（2020年）配音及真人建模 難波
- 人中之龍8（2024年）配音及真人建模 難波

## 外部連結
- 事務所官方網站 （页面存档备份，存于）（日語）
- 安田顯的X（前Twitter）（日語）
- 安田顯的Instagram帳戶（日語）